# Сложности
«Сло́жности» (англ. Complications) — американский драматический телесериал, созданный Мэттом Никсом. Шоу, главные роли в котором исполнили Джейсон О’Мара и Джессика Зор, шло на телеканале USA Network с 18 июня по 13 августа 2015 года.
28 августа 2015 года было объявлено, что второй сезон сериала не будет заказан.

## В ролях

### Основной состав
- Джейсон О’Мара — доктор Джон Эллисон
- Джессика Зор — медсестра Гретхен Полк
- Бет Рисграф — Саманта Эллисон, жена Джона
- Лорен Стемайл[англ.] — доктор Бриджет О’Нил
- Альберт С. Бейтс — Оливер Элиссон, сын Джона и Гретхен

### Второстепенный состав
- Крис Чок — Дариус Бишоп
- Тим Пепер[англ.] — Кайл Хокинс
- Эрик Эдельштейн[англ.] — Джед
- Conphidance[англ.] — СиДжей
- Ронрико Ли — доктор Квентин Харпер
- Анна Энгер — медсестра Мия Джой
- Кристина Хорн — Шерри Перкинс

## Эпизоды
| №  | Название                                     | Режиссёр     | Автор сценария                 | Дата премьеры   | Произв. код | Зрители в США (млн) |
| -- | -------------------------------------------- | ------------ | ------------------------------ | --------------- | ----------- | ------------------- |
| 1  | «Pilot» «Пилот»                              | Мэтт Никс    | Мэтт Никс                      | 18 июня 2015    | BED179      | 1,91                |
| 2  | «Infection» «Инфекция»                       | Скотт Питерс | Мэтт Никс                      | 18 июня 2015    | BED101      | 1,91                |
| 3  | «Onset» «Приступ»                            | Роджер Камбл | Майкл Хоровитц                 | 25 июня 2015    | BED102      | 1,07                |
| 4  | «Immune Response» «Иммунная реакция»         | Кейт Вудс    | Эндрю Геттенс и Лорен Маккензи | 2 июля 2015     | BED103      | 1,46                |
| 5  | «Outbreak» «Вспышка»                         | Скотт Питерс | Райан Джонсон и Питер Лалаянис | 9 июля 2015     | BED104      | 1,53                |
| 6  | «Diagnosis» «Диагноз»                        | Арвин Браун  | Грег Харт и Амени Роцса        | 16 июля 2015    | BED105      | 1,30                |
| 7  | «Fever» «Лихорадка»                          | Жанн Тёрнер  | Майкл Хоровитц                 | 23 июля 2015    | BED106      | 1,19                |
| 8  | «Relapse» «Рецидив»                          | Майкл Нанкин | Мэтт Никс и Латойя Морган      | 30 июля 2015    | BED107      | 1,43                |
| 9  | «Deterioration» «Ухудшение»                  | Крэйг Сибелс | Райан Джонсон и Питер Лалаянис | 6 августа 2015  | BED108      | 1,17                |
| 10 | «Critical Condition» «Критическое состояние» | Мэтт Никс    | Мэтт Никс                      | 13 августа 2015 | BED109      | 1,40                |

## Разработка и производство
Мэтт Никс срежиссировал пилотный эпизод. В марте 2014 года USA Network заказал десять эпизодов первого сезона. Производство началось в сентябре 2014 года в Атланте, Джорджия.

## Отзывы критиков
Телесериал «Сложности» получил в основном смешанные отзывы от критиков. На сайте-агрегаторе Rotten Tomatoes шоу имеет 59% „свежести“, что основано на 17-ти отзывах, а средний рейтинг составляет 6,1/10. Вердикт сайта гласит: „У шоу «Сложности» нет недостатка в амбициях — или интригующих персонажах и идей — хотя в его запутанный сюжет порой трудно поверить“. Metacritic даёт шоу оценку 55 из ста на основе „в целом смешанных отзывах“ 14-ти критиков.